# Catacumba de los santos Marcos y Marceliano
La Catacumba de los Santos Marcos y Marcelino es una catacumba romana situada entre la Vía Apia y la Vía Ardeatina, en el moderno  barrio Ardeatino de Roma.

## Historia

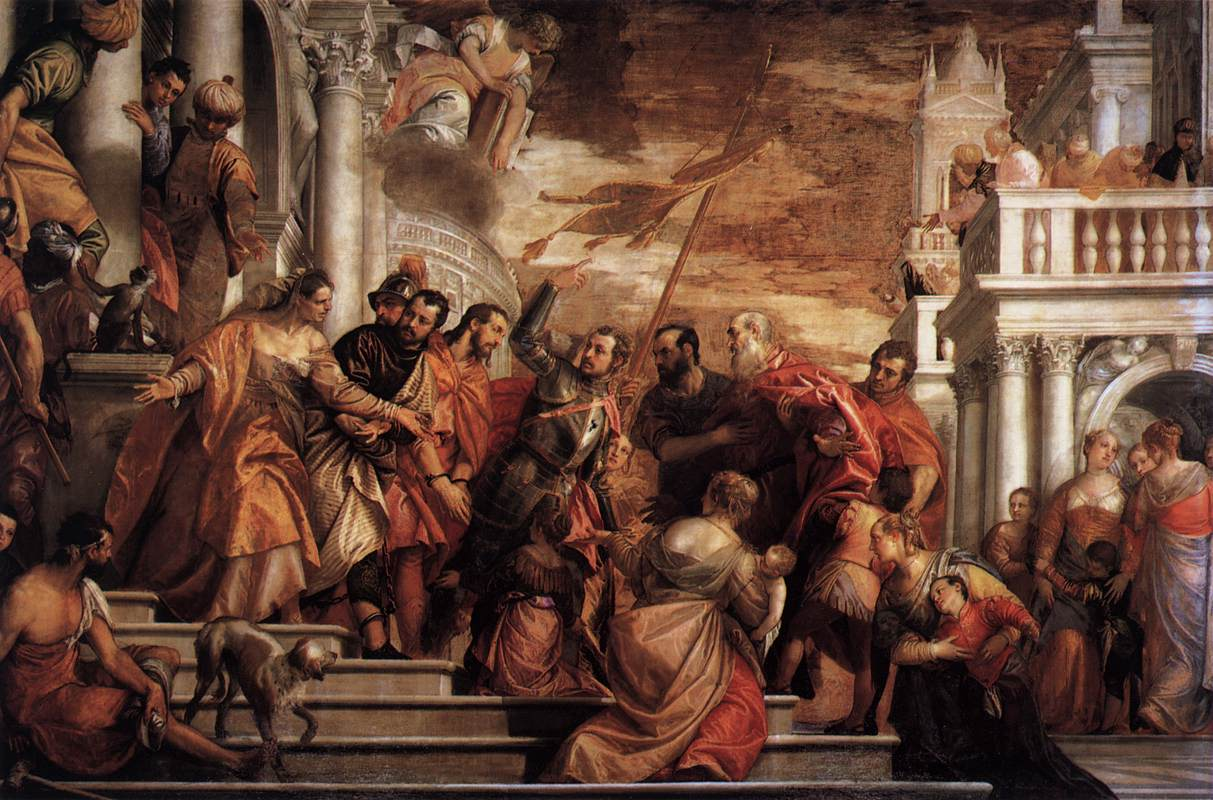
"Martirio de los santos Marcos y Marceliano", de Paolo Veronese (1565), en la Iglesia de San Sebastian de Venecia.

Esta catacumba es una de las varias que componen el llamado "Complexo Calistiano", comprendido entre la Vía Apia Vieja, la Vía Apia Vieja y el Vicolo delle Sette Chiese, en el que se encuentran también la Catacumba de San Calixto (incluyendo sus diversas áreas funerarias), la Catacumba de Santa Sotere y la Catacumba de Balbina.
En las fuentes antiguas, esta catacumba era conocida con el nombre de "Cementerio di Basileo ad sanctum Marcum et Marcellianum. Esta doble nomenclatura indica en primer lugar el nombre del propietario del terreno en el que se excavó, un tal Basileo. Tras el Edicto de Milán del año 313, la catacumba pasó a llamarse con el nombre de los más conocidos mártires cristianos enterrados allí, Marcos y Marceliano. Hay otros casos documentados en los que ambos nombres -del propietario y de los mártires- pasaron a las fuentes. 
El cementerio se llamaba generalmente "dei Santi Marco e Marcelliano e di papa Damaso". Además de los dos santos martirizados junto al  Papa Cayo (296) y enterrados en una basílica en la superficie, el lugar albergaba también una segunda basílica que contenía la tumba que el Papa Dámaso I había elegido para él, su madre, Lorenza, y su hermana, Irene. No queda ningún rastro de estas estructuras. Además, las fuentes antiguas no mencionan a ningún otro mártir, por lo que la catacumba no alberga hoy ningún lugar de culto subterráneo (hipogeo).

## Descripción
La catacumba fue visitada por primera vez, tras un largo periodo de olvido durante la Edad Media, por Antonio Bosio, que la cita en su obra Roma Sotterranea (principios del siglo XVI). Giovanni Battista de Rossi también pasó por ella en el siglo XIX, pero la confundió con la Catacumba de Balbina. Estudios más rigurosos fueron realizados por Joseph Wilpert en la primera década del siglo XX y por monseñor Patrick Saint-Roch, rector del Pontificio Istituto di Archeologia Cristiana. 
Los estudios y las excavaciones de Wilpert permitieron identificar la catacumba con la de los santos Marcos y Marcelino. También descubrió, bajo un patio del Instituto San Tarcisio (ahora bajo el mando de los Salesianos), en la Antigua Vía Apia, unas estructuras de absidiado (que identificó como de una de las basílicas mencionadas en las fuentes antiguas), la llamada Cripta de las Cuatro Columnas', y dos importantes inscripciones grafiado que hacen referencia a la madre del Papa Dámaso I y a los dos mártires.
Las excavaciones de Saint-Roch revelaron parte de la topografía de la catacumba y permitieron su datación. Identificó la existencia de una serie de regiones que abarcan un período que va desde el final de la época de Constantino I hasta el final del siglo IV.